# رودولفو كامبو سوتو
رودولفو كامبو سوتو (بالإسبانية: Rodolfo Campo Soto)‏ هو مهندس وسياسي كولومبي، ولد في 15 أغسطس 1942 في فاليدوبار في كولومبيا. نشط حزبياً في حزب المحافظين الكولومبي.